# متتالية متعددات حدود
في الرياضيات، متتالية متعددات حدود (بالإنجليزية: Polynomial sequence)‏ هي متتالية من متعددي الحدود فهرستها من قبل الأعداد الصحيحة غير السالبة 0، 1، 2، 3... والتي تساوي كل مؤشر لدرجة متعدد الحدود المناظرة. متتالية أو متسلسلة متعدد الحدود تعد موضوعا مهما في التوافقيات السردية والتوافقيات الجبرية، فضلا عن الرياضيات التطبيقية.

## أمثلة
بعض متواليات متعدد الحدود تنشأ في الفيزياء ونظرية التقريب والحلول لبعض المعادلات التفاضلية العادية:
- متعددات الحدود للاغير،
- متعددات الحدود لشيبيشيف،
- متعددات الحدود للوجوندر،
- متعددات الحدود لجاكوبي،
- وظائف بسل،

أخرى تأتي من الإحصاءات:
- هيرميت متعددو الحدود

ودرس العديد من الجبر والتوافقيات:
- Monomials،
- العاملي الصاعد،
- العاملي النازل،
- متعددات الحدود ابيل،
- متعددات الحدود بيل،
- متعددات الحدود برنولي،
- متعددات الحدود ديكسون،
- متعددات الحدود فيبوناتشي
- متعددات الحدود لاغرانج
- متعددات الحدود لوكاس
- انتشار متعددو الحدود]]
- متعددات الحدود Touchard
- متعددات الحدود الغراب

## تسلسل متعدد الحدود
- متعدد الحدود متواليات من النوع ذي الحدين
- متعامد متعددو الحدود
- الثانوية متعددو الحدود
- شيفر تسلسل
- شتورم تسلسل
- معمم متعددو الحدود Appell